# Gao Yang
Gao Yang, född 1 mars 1993, är en friidrottare från Kina. Hon deltog vid olympiska sommarspelen 2016 och olympiska sommarspelen 2020.